# Чемпіонат Львівської області з футболу 2025
Чемпіонат Львівської області з футболу 2025 року — поточні футбольні змагання серед аматорських команд Львівщини, які проводить Львівська асоціація футболу у Прем'єр-лізі і Першій лізі, та разом із Львівською обласною асоціацією футболу Колос у Другій та Третій лігах. Також відбуваються змагання серед юніорів без прив’язки до ліг.  

## Прем'єр-ліга
Учасники:
- Галичина (Дрогобич)
- Гірник (Новояворівськ)
- Корміл (Яворів)
- Легінь-Воля (Брюховичі/Братковичі)
- Миколаїв
- Мостиська
- Нафтовик (Борислав)
- Олесько
- П'ятничани
- Покрова – Куликів-2 (Львів/Нижня Білка)
- Погонь (Львів)
- Рух-3 (Львів)
- Сокаль-Датський текстиль

## Перша ліга
Учасники:
- Босота (Чорнушовичі)
- Динамо (Львів/Пустомити)
- Жовква
- Карпати-Кам'янка (Кам'янка-Бузька)
- Колос (Городок)
- Легіон (Стільсько)
- Новий Розділ
- Скала (Вільховець)
- Скала 1911 (Стрий)
- Трускавець
- Турбо (Березів)
- Шахтар (Шептицький)

## Друга ліга
Учасники:
- Берізка (Підберізці)
- Буг (Буськ)
- Дубляни (Львівський р-н.)
- Зоря (Керниця)
- Лопатин
- Львів (ДЮШ ФК)
- Мостиська-2
- Муроване/Ямпіль
- Січ (Заболотцівська ОТГ)
- Сокіл (Великі Глібовичі)
- Стріла (Сулимів)
- Стрілків

## Третя ліга

### Група 1
Учасники:
- Вугільник (Гірник)
- Добросин
- Енергетик (Добротвір)
- Імпульс (Лавриків)
- Колос (Руда-Сілецька/Сілець)
- Павлів
- Престиж (Гряда)
- Радехівщина ТГ (Радехів)
- Рава 2025 (Рава-Руська)
- Старт (Батятичі)

### Група 2
Учасники:
- Богун (Броди)
- Буг (Кам'янка-Бузька)
- Ватра (Пикуловичі)
- Галичина (Ременів)
- Говерла (Вороняки)
- Скіф (Боложинів/Вербляни)
- Сокіл (Борщовичі)
- Сокіл (Велике Колодно)
- Тандем (Жовтанці)
- Яричів (Новий Яричів)

### Група 3
Учасники:
- Динамо (Новосілки)
- Гончарі (Давидівська ОТГ)
- Камула (Романів)
- Legion (Львів)
- Малехів
- Повстанець-Стефано (Гринів)
- Сокіл (Сокільники)
- Універ (Львів)
- Янів (Івано-Франкове)
- Юність (Верхня Білка)

### Група 4
Учасники:
- ДІяТИ (Борислав)
- Зоря (Трускавець)
- Мрія (Снятинка)
- Січ (Добряни)
- СКК Пісочна
- Сокіл (Никонковичі)
- ТФСК Карпати (Верхнє Синьовидне)
- Ураган (Станків)
- Хуртовина (Комарно)
- Щирець

### Чемпіонський раунд
По дві найкращі команди кожної групи розіграють чемпіонство у мінітурнірі за кубковим принципом.